# Pushback (migracije)
Pushback (u doslovnom prijevodu s engleskog jezika odbijanje ili odguravanje) je termin koji se odnosi na „skup državnih mjera kojima se izbjeglice i migrante prisilno vraća preko granice - obično odmah nakon što je prijeđu - bez razmatranja njihovih individualnih okolnosti i bez mogućnosti podnošenja zahtjeva za azil.” Politika Pushbacka krši zabranu kolektivnog protjerivanja stranaca iz Protokola 4 Europske konvencije o ljudskim pravima i često krši međunarodno pravo o zabrani vraćanja.
Pushback se razlikuje od pullback politike (politike povlačenja), koja predstavlja oblik izvanteritorijalne kontrole migracija koju zemlja koja odbija tražitelje azila dogovara s trećom zemljom kako bi ih spriječila da iz nje odu.

## Definicija
Neža Kogovšek Šalamon smatra kako ne postoji jedinstvena, priznata definicija pushbacka, ali općenito ih se može opisati „kao neformalne kolektivne prisilne povratke ljudi koji nezakonito ulaze u zemlju natrag u zemlju iz koje su ušli, putem postupaka koji se odvijaju izvan pravno definiranih pravila u protokolima ili sporazumima potpisanim s susjednim zemljama”. Pushback se sumjerava na sve migrante bez razlike, bez obzira imaju li pojedinci osnovu za međunarodnu zaštitu i bez mogućnosti podnošenja zahtjeva za azil. U mnogim slučajevima prisilni povratak provodi se uz policijsko nasilje i često je popraćen prijetnjama, poniženjem te krađom imovine i mobilnih telefona migranata. Pushback se obično provodi tajno, često bez obavještavanja vlasti zemlje koja prima odbijene migrante. Stoga obično nema dokumentacije koja bi potvrdila da se pushback dogodio, a žrtvama je teško tražiti zadovoljštinu.